# Marián Shved
Marian Vasílovich Shved (Mykolaiv, Óblast de Leópolis, Ucrania, 16 de julio de 1997) es un futbolista ucraniano que juega como centrocampista en el F. K. Shajtar Donetsk de la Liga Premier de Ucrania.

## Trayectoria
Se formó en la cantera del F. C. Karpaty Lviv, donde ingresó a los 7 años, y estaba considerado como una de las grandes promesas del fútbol ucraniano.
En julio de 2015 fue traspasado al Sevilla F. C., en principio para reforzar a su filial, el Sevilla Atlético, que militaba en la Segunda División de España. Firmó un contrato por cinco años. Una lesión con la selección sub-21 de su país hizo que se perdiera prácticamente toda la temporada siguiente.
La siguiente temporada volvió al Karpaty donde le acompañó, en calidad de cedido, el colombiano Jorge Carrascal. El 31 de enero de 2019 el Celtic F. C. hizo oficial su incorporación por cuatro temporadas y media, aunque lo cedió hasta final de temporada al propio club de origen.
El 15 de agosto de 2020 fue cedido con opción de compra al R. K. V. Malinas. Esta no se ejecutó, pero a mediados de julio ambos clubes llegaron a un acuerdo para su traspaso y firmó por tres años más uno opcional.
En septiembre de 2022 regresó al fútbol de su país después de fichar por el F. K. Shajtar Donetsk para las siguientes cinco temporadas.

## Clubes
| Club                      | País    | Año           |
| ------------------------- | ------- | ------------- |
| F. C. Karpaty Lviv        | Ucrania | 2014-2015     |
| Sevilla Atlético          | España  | 2015-2017     |
| F. C. Karpaty Lviv        | Ucrania | 2017-2019     |
| Celtic F. C.              | Escocia | 2019-2021     |
| R. K. V. Malinas (cedido) | Bélgica | 2020-2021     |
| R. K. V. Malinas          | Bélgica | 2021-2022     |
| F. K. Shajtar Donetsk     | Ucrania | 2022-presente |

## Palmarés

### Título nacionales
| Título                     | Club                  | País    | Año     |
| -------------------------- | --------------------- | ------- | ------- |
| Copa de la Liga de Escocia | Celtic F. C.          | Escocia | 2019-20 |
| Scottish Premiership       | Celtic F. C.          | Escocia | 2019-20 |
| Liga Premier de Ucrania    | F. K. Shajtar Donetsk | Ucrania | 2022-23 |
| Liga Premier de Ucrania    | F. K. Shajtar Donetsk | Ucrania | 2023-24 |
| Copa de Ucrania            | F. K. Shajtar Donetsk | Ucrania | 2023-24 |
| Copa de Ucrania            | F. K. Shajtar Donetsk | Ucrania | 2024-25 |